# Felix Weinberg
Felix Weinberg (Ústí nad Labem, 2 aprile 1928 – Londra, 5 dicembre 2012) è stato un fisico ceco naturalizzato inglese, superstite dell'Olocausto. Professore di fama internazionale all'Imperial College London, è autore anche di un libro di memorie sulla sua esperienza tra i bambini dell'Olocausto.

## Biografia
Felix Georg (Jiri) Weinberg nasce nel 1928 a Ústí nad Labem, cittadina ceca nei Sudeti da un'agiata famiglia ebraica. Quando nel 1938 la regione è annessa alla Germania nazista, il padre di Felix emigra in Inghilterra nella speranza di ottenere un visto per l'intera famiglia. Lo scoppio della seconda guerra mondiale rende vano il progetto. 
Felix è deportato al Campo di concentramento di Theresienstadt assieme alla madre e al fratellino e di lì al Campo per le famiglie di Terezín a Auschwitz-Birkenau. Unico della famiglia a sopravvivere alle selezioni e alle camere a gas, dal luglio 1944 lavora negli impianti chimici di Blechhammer. All'avvicinarsi delle truppe sovietiche nel gennaio 1945 è tra le migliaia di prigionieri evacuati con le marce della morte. Giunge dapprima al Campo di concentramento di Gross-Rosen e di lì riparte il 7 febbraio con destinazione Buchenwald dove arriva il 10 febbraio. A Buchenwald Felix trova protezione nella famosa baracca 66, retta da Antonín Kalina, dove la resistenza politica attiva al campo riesce a concentrare i numerosi minori che vi arrivano negli ultimi mesi della guerra. È così a 17 anni appena compiuti uno dei 904 bambini di Buchenwald che le truppe americane troveranno vivi nel campo al momento delle liberazione il 12 aprile 1945.
Nelle settimane successive alla liberazione Felix entra immediatamente in contatto con il padre e può ricongiungersi a lui in Inghilterra già l'8 maggio 1945 (Giornata della vittoria). Duramente provato dall'esperienza subita, si getta con tutte le sue energie nello studio come modo di dimenticare e di superare il trauma vissuto negli anni di prigionia. Come unico ricordo indosserà per anni un giubbetto di pelle appartenuto ad una delle guardie di Buchenwald. Nonostante che la sua educazione scolastica si fosse interrotta a 12 anni, recupera in fretta, superando gli esami di ammissione alla Università di Londra. Nel 1951 è già ricercatore all'Imperial College London dove consegue nel 1954 il dottorato in fisica della combustione avendo sviluppato nuove tecnologie ottiche per l'analisi della struttura delle fiamme. Nel 1967 ottiene la cattedra universitaria nella materia alla stessa università.
Da allora ha una brillante carriera di ricerca e insegnamento. È autore di numerose pubblicazioni scientifiche, che lo rendono famoso nel mondo accademico come una delle massime autorità mondiale nel campo, ottenendo prestigiosi riconoscimenti internazionali.
Solo a partire dagli anni novanta tornerà a parlare della sua esperienza tra i bambini dell'Olocausto, scrivendo ormai ottantenne un libro di memorie, Boy 30529: A Memoir, che sarà pubblicato l'anno successivo alla sua morte avvenuta nel 2012 all'età di 84 anni.